# Ivan Elez
Ivan Elez (Spalato, 9 settembre 1981) è un ex calciatore croato, di ruolo difensore.